# Телеу (башкирский род)
Теле́у (другие названия: Теляу, Теле, Тели, Тиляу, Телев; баш. Теләү) — название рода в составе башкир-табынцев. Этнографическая группа с названием телеу есть в составе казахов (в составе Младшего жуза) и узбеков (в составе курама), с названиями тели, тилеукусши — у каракалпаков, тёлёс — у киргизов, теле — среди ногайцев.

## Родовой состав

### Башкиры Телеу
(Родовые подразделения: бесэй, казах, каип, кызылбаш-катай, кыпсак, мэскэу, тук, тубал, сары, хэнэк, буре, уф-сураман).

### Анализ Y-DNA
Часть протестированных башкир из рода телеу в основном являются представителями гаплогруппу R1a, субклад R1a-Z2123.

## Этническая история
В своих исследованиях исследователь Р. Г. Кузеев отмечает, что башкирские и казахские этнонимы Телеу восходят к телеутам и доказывает тождественность этнонимов Телеут и Телеу.
Из тождественности данных этнонимов Телеу и Телеут можно констатировать, что этноним Телеу, зафиксированный в составе топонимов Сакмарского бассейна, восходит к этнониму 'теле' (кит.яз. — 'теле' 鐵勒 или 'народ динлинов' 丁零). Л. П. Потапов также считает, что основные тюркоязычные родо-племенные группы телеуты, теленгиты и телесы сохранили в своем названии древний этноним Теле.
Согласно Р. Г. Кузееву, теляу (телеу) наиболее близки кара-табынцам. Этот род по всем признакам принадлежал к восточным табынцам, в то же время имеет некоторые особенности в языке и культуре. Рядом авторов аргументирована точка зрения о монгольском происхождении табынцев.
Ранняя история теляу, по Р. Г. Кузееву, связана с гаогюйцами (теле), пребывавших в составе северных хунну, которые в свою очередь сильно смешались с преимущественно монголоязычными племенами сяньби. Традиционно гаогюйцы отождествляются с тюркскими племенами. При этом в отношении гаогюйцев такие авторы, как Н. Я. Бичурин и А. С. Шабалов, придерживались мнения, что они по происхождению были монголами. Также определенную роль в этническом формировании теляу сыграли взаимодействия их предков с монгольскими племенами Западной Монголии.